# میجلار
میجلار، روستایی است از توابع بخش مرزن‌آباد شهرستان چالوس در استان مازندران ایران.

## جمعیت
این روستا در دهستان کوهستان (چالوس) قرار دارد و براساس سرشماری مرکز آمار ایران در سال ۱۳۸۵، جمعیت آن ۸۵ نفر (۲۷خانوار) بوده‌است.  مردم میجلار از قومیت طبری هستند. مردم میجلار به زبان طبری با گویش چالوسی سخن می‌گویند.